# 石延宝
石延宝（?—?），后晋宗室，石敬瑭族孙，出帝石重贵养为次子。自延煦为齐州防御使，而延宝代为郑州刺史。
后晋建立，石延宝遥领鲁州节度使。其兄石延煦为齐州防御使，石延宝代替他为郑州刺史。契丹灭后晋，晋出帝与太后派石延煦、石延宝送降表、玉玺、金印给契丹，石延宝时为威信军节度使。耶律德光得玉玺，说它与前史所传不同，命石延煦等回去要真的传国玉玺。出帝回答：“顷潞王李从珂自焚于洛阳，玉玺不知所在，疑已焚之。先帝受命，命玉工制此玺，在位群臣皆知之。”事情才没有追究。后石延煦、石延宝等从出帝北迁，不知其所终。

## 延伸阅读
[在维基数据编辑]
 《舊五代史·卷87》，出自薛居正《舊五代史》
 《新五代史/卷17》，出自歐陽修《新五代史》